# NSG Sonsfeldsche Bruch, Hagener Meer und Düne, mit Erweiterung
NSG Sonsfeldsche Bruch, Hagener Meer und Düne, mit Erweiterung este o arie protejată (arie specială de conservare — SAC, sit de importanță comunitară — SCI) din Germania întinsă pe o suprafață de 60,97 ha, integral pe uscat.

## Localizare
Centrul sitului NSG Sonsfeldsche Bruch, Hagener Meer und Düne, mit Erweiterung este situat la coordonatele 51°45′15″N 6°28′58″E / 51.7542°N 6.4828°E.

## Înființare
Situl NSG Sonsfeldsche Bruch, Hagener Meer und Düne, mit Erweiterung a fost declarat sit de importanță comunitară în octombrie 2000 pentru a proteja 1 specie de animale. Situl a fost protejat și ca arie specială de conservare în iulie 2010.

## Biodiversitate
Situată în ecoregiunea atlantică, aria protejată conține 1 habitat natural: Lacuri eutrofice naturale cu vegetație de tip Magnopotamion sau Hydrocharition.
La baza desemnării sitului se află o specie protejată de  pești: boarță (Rhodeus amarus).
Pe lângă speciile protejate, pe teritoriul sitului au mai fost identificate 2 specii de mamifere, 4 specii de nevertebrate.